# Barockposaune

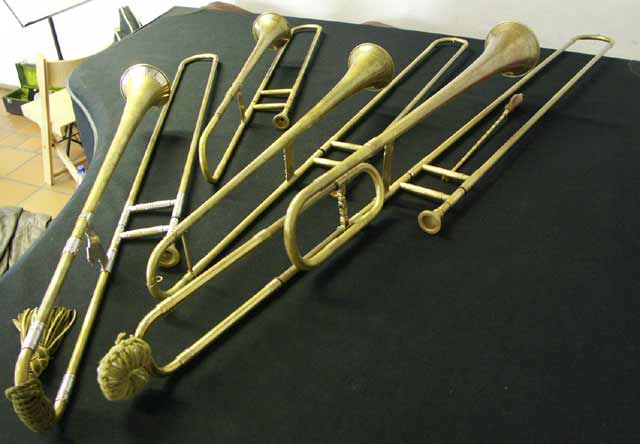
Vier Barockposaunen in Tenor-, Alt-, Tenor- und Basslage (v. l. n. r.)

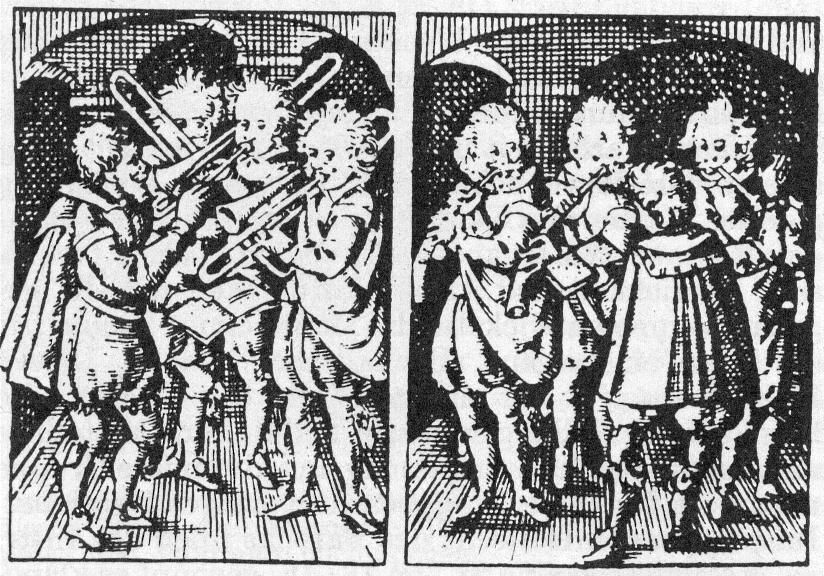
Zinken und Posaunen 1623

Posaunen 1518

Barockposaune, auch Renaissanceposaune, Sackbut oder Sackbutt, ist ein Posaunen-Typus, der vom 16. bis zum 19. Jahrhundert üblich war. Sie wurde von der modernen Bauart seit der zweiten Hälfte des 19. Jahrhunderts verdrängt, zunächst im deutschen und osteuropäischen und dann im amerikanischen Raum. In französischen und englischen Orchestern hielt sich die ältere Bauart bis weit ins 20. Jahrhundert.

## Herkunft
Das Instrument ist seit der Renaissance gebräuchlich und wird zuerst 1468 anlässlich der Hochzeitsfeier von Karl dem Kühnen und Margaret von York in Brügge als Sackbut erwähnt. Der Name Sackbut stammt aus dem Mittelfranzösischen sacquer und bouter („drücken“ und „ziehen“; in Frankreich wurde das Instrument sacqueboute genannt.) Das Sackbut wurde aber erst ab dem Hochbarock (Händel) zusammen mit Trompeten eingesetzt. (In Renaissance und Frühbarock war das typische zugeordnete Sopraninstrument der Zink.) 
Typisch sind Colla-parte-Passagen in Händel-Oratorien oder auch Werke für Bass und 4 Posaunen von Heinrich Schütz und Thomas Selle. Virtuose Solowerke für Posaune entstanden bereits im 17. Jahrhundert (z. B. durch Antonio Bertali). Für die Altposaune als Soloinstrument entstehen zwischen 1750 und 1770 in Wien einige kleine Konzerte von Leopold Mozart, Johann Georg Albrechtsberger, Michael Haydn, Georg Christoph Wagenseil und J. G. Wagenseil.

## Bauform
Die sogenannte „Barockposaune“ zeichnet sich durch eine engere Mensur (ca. 10 mm) und einen Schallbecher mit geringem Öffnungswinkel und einem Durchmesser von deutlich unter 20 cm aus. Moderne Posaunen haben dagegen eine Mensur von etwa 11,5 bis 13,5 mm und einen Schallbecher von etwa 22 cm. Der moderne Typus wurde erstmals 1853 von Václav František Červený in Königgrätz gebaut und damals oft „deutsche“ Posaune genannt, weil er bald darauf in vielen Orchestern des deutschen Sprachraums verwendet wurde, was etwa Hector Berlioz auf seinen Reisen auffiel. 
Angeblasen wird sie mit einem flachen und engen Mundstück mit einem sehr scharfkantigen Übergang vom Kessel in die Seele. Dadurch wirkt der Klang prinzipiell leiser als der der modernen Posaune und zugleich „herber“, „klarer“, „schlanker“. In Ensembles mit Streichern, Sängern oder Blockflöten wirkt der Klang der Barockposaune selbst im Forte nicht so dominant wie Posaunen moderner Bauart. Die Diskantstimme im Blechbläsersatz war in den Orchestern des 17. Jahrhunderts noch dem Zink und der Altposaune übertragen, im 18. Jahrhundert übernahmen Oboen und zunehmend Klarinetten die Melodie. Als im 19. Jahrhundert die Ventiltrompete die Diskantstimme übernahm (noch in Gestalt der „lauten“ F-Trompete) und vollklingendere Bassinstrumente hinzutraten wie Ophikleide und Tuba, wirkte der Posaunensatz mit den herkömmlichen Instrumenten oft zu „dünn“. 
Die Barockposaunen bilden eine Instrumentenfamilie von Bass- (in Tief-E), Tenor- (in A), und Altposaune (in d). Die (damals eher unübliche) Bassposaune ist mit 3,7 m deutlich länger als die moderne Bassposaune in B (2,7 m), hat dennoch eine engere Mensur. Ihr Posaunenzug ist sehr lang, sodass ein Schwengel am Zugsteg angebracht wird, um diesen bis zur 7. Position hinauszuziehen. Die Barockposaune stand in der Regel im Cornettton über dem heutigen Kammerton. Die moderne Posaunenstimmung in B entspricht also der Stimmung der alten Tenorposaune in A.

## Historische Aufführungspraxis

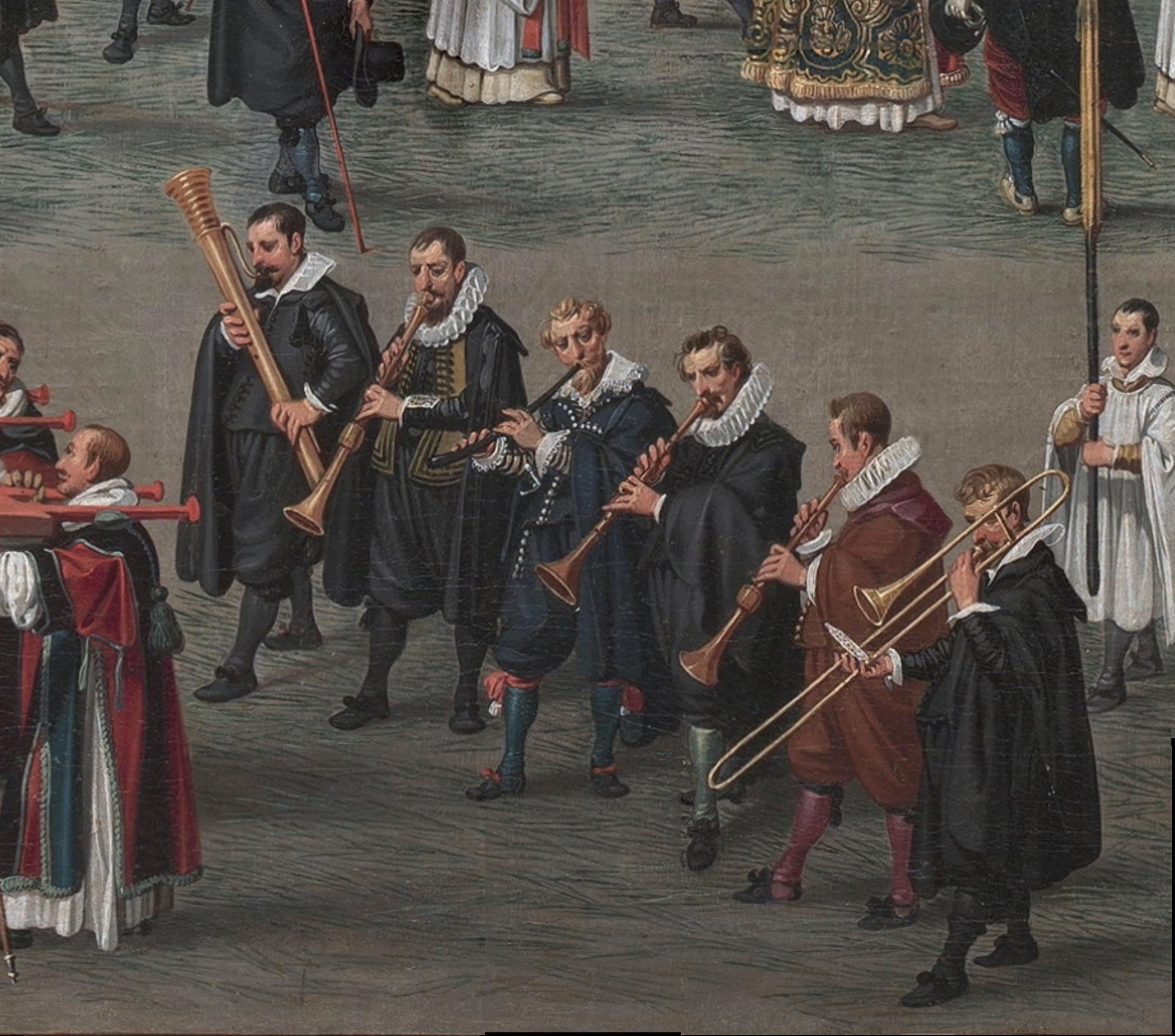
Posaunist der Barockzeit (rechts) bei einem Umzug mit Musikern, ca. 1615

Die ersten Nachbauten von Barockposaunen entstanden nach dem Zweiten Weltkrieg in Deutschland. Wilhelm Ehmann, Otto Steinkopf und Helmut Finke begannen, die Musik der Evangelischen Posaunenchöre neu zu definieren und dem aus dem 19. Jahrhundert stammenden dunklen und deckenden Posaunen-Klangideal eine helle und durchsichtige Klangvorstellung gegenüberzustellen. Zu diesem Zweck suchte man nach historischen Instrumenten und baute sie nach. Barock-Posaunen von Finke waren die ersten Reproduktionen historischer Posaunen im 20. Jahrhundert. Als Vorbilder dienten Museumsstücke der berühmten Nürnberger Instrumentenmacherfamilie Haas.
Die meisten sogenannten Originalinstrumente befinden sich nicht mehr in ihrem Originalzustand. Mutmaßlich wurde die Mehrzahl der Instrumente, die sich in Museen befinden, restauriert oder umgebaut. Manche dieser „Originalinstrumente“ setzen sich aus mehreren Einzelinstrumenten zusammen, die zuweilen sogar aus verschiedene Jahrhunderten stammen.
Im Zuge der historischen Aufführungspraxis entwickelten sich aber auch die Instrumenten-Nachbauten weiter, ebenso wie die Fertigkeiten der Musiker, die sich mit diesen Instrumenten und ihrer eigenen Spielart bis heute auseinandersetzen. Inzwischen ist für Werke bis etwa 1800 die Verwendung von Barockposaunen, wie sie zu jener Zeit in den Orchestern verwendet wurden, üblich geworden. So wird in der heutigen Aufführungspraxis im Orchester zunehmend gewünscht, den Originalklang der barocken und frühklassischen Epoche nachzubilden. 
Ob die „Barockposaune“ heute auch in Orchesterwerken aus der ersten Hälfte des 19. Jahrhunderts zur Anwendung kommen sollte, ist Gegenstand der Diskussion. Sicher ist, dass man die weiter mensurierte moderne Posaune damals noch nicht hatte und dass der Klang der Posaunen im vergrößerten Orchester jener Zeit vor allem im deutschen Sprachgebiet manchmal für ungenügend gehalten wurde. In französischer Musik des 19. Jahrhunderts ist die moderne Posaune problematisch. – Mittlerweile wird das Fach Barockposaune auch wieder an den Musikhochschulen gelehrt.

## Barockposaune als Studienfach
Studierende der Barockposaune an Hochschulen erforschen und durchdringen in der Regel das breite Spektrum der Literatur für dieses Instrument. Ein besonderer Fokus liegt dabei auf dem reichen Repertoire des 16. und 17. Jahrhunderts, das aber an den Übergängen sowohl um die Frührenaissance als auch um die klassische und romantische Musikliteratur erweitert wird. Eine enge Zusammenarbeit findet mit anderen Klassen der Abteilung Alte Musik statt, insbesondere mit der Klasse der Zink-Spieler.
Studienziele sind neben dem Zurechtkommen mit den technischen Besonderheiten der engmensurierten Instrumente vor allem die kontinuierliche Entwicklung der Fähigkeiten, die für das Ensemblespiel unverzichtbar sind: rhythmische Sicherheit, saubere Intonation, stilgerechte Verzierungen und Improvisation. Auch das Lesen und Musizieren aus historischer Notation und aus altüberliefertem Aufführungsmaterial ist ein Studienziel. Zu bedenken ist, dass die Barockposaune den transponierenden Instrumenten zugeordnet wird, so dass der Umgang mit der Technik der Transposition ebenfalls zur Routine werden müsste.
Zuletzt sollten die historischen Stimmsysteme und die Grundlagen ihrer Anwendung
samt den Auswirkungen auf die Tonartencharakteristiken theoretisch und praktisch bedacht werden.
An der Hochschule für Musik Karlsruhe wird im Fach Barockposaune zur Vorbereitung auf die Berufspraxis das Seminar „Orchesterstellen im historischen Kontext“ angeboten.

## Barockposaune als Studienangebot (Auswahl)

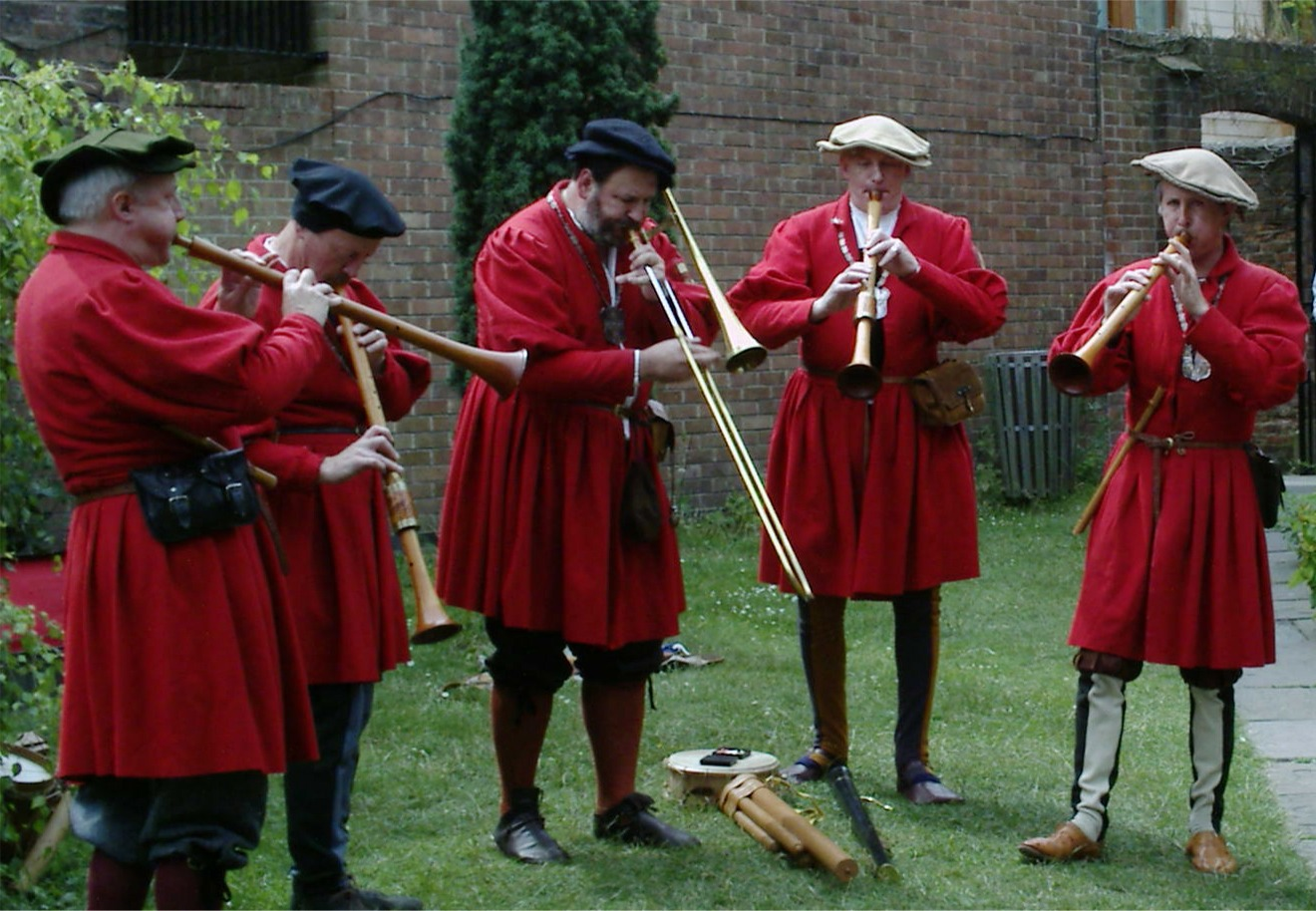
Ein Barockposaunist in der Mitte, eingebunden ins Ensemblespiel

An verschiedenen Hochschulen ist neben einem Hauptstudienfach Posaune auch der Spezialstudiengang Barockposaune eingerichtet, mindestens aber ein Dozent speziell für das Instrument vorhanden. Dazu gehören unter anderem folgende Einrichtungen:
- Schola Cantorum Basiliensis, Basel, Schweiz
- Hochschule für Künste Bremen, Bremen, Deutschland
- Koninklijk Conservatorium Den Haag, Den Haag, Niederlande
- Hochschule für Musik Karlsruhe, Karlsruhe, Deutschland

Hilfreich ist es, wenn das Studium der Barockposaune gut eingebunden ist in einen breit aufgestellten Arbeitsbereich Alte Musik, bei dem es zu Begegnungen mit anderer Instrumentalisten kommt, die die gängigen Instrumente der Barockzeit spielen. Das sind vorzugsweise Musiker mit Traversflöte, Barockoboe, Barocktrompete, Zink, Barockpauke, barocke Tasteninstrumente und Barockblockflöte. Manches Thema barocker Interpretation von Musik lässt sich so gemeinsam erarbeiten und in gemischten Ensembles zusammen praktisch erproben.